# ديك غراي
ديك غراي هو لاعب هوكي الجليد كندي، ولد في 14 مارس 1920 في كالغاري في كندا، وتوفي في 3 يناير 1990.